# هاري كوليت
هاري كوليت (بالإنجليزية: Harry Collett؛ مواليد 17 يناير 2004)  هو ممثل بريطاني، بدأ مشواره الفني عام 2014 وشارك في فيلم دونكيرك.

## روابط خارجية
- هاري كوليت على موقع IMDb (الإنجليزية)
- هاري كوليت على موقع قاعدة بيانات الفيلم (الإنجليزية)